# Tianjin Group Meiya Auto
Tianjin Group Meiya Auto Co. Ltd. ist ein Hersteller von Automobilen aus der Volksrepublik China.

## Unternehmensgeschichte
Tianjin Automotive Industry Corporation und Beijing Jiameiya Company gründete 2003 das Unternehmen in Tianjin und begannen mit der Produktion von Automobilen. Der Markenname lautet Tianqi Meiya.
Der Export fand zumindest in der Vergangenheit nach Syrien, Jemen, Saudi-Arabien, Katar, Kuwait und Jamaika statt.

## Fahrzeuge
Das erste Modell Qibing (Cheer)  war ein SUV im Niedrigpreissegment, das es in den Ausführungen TM 6490 und TM 6500 sowie als Pick-up Lucheng TM 1020 gab.
Im Oktober 2004 kam der Shunfeng TM 6480 dazu, der 2008 nicht mehr gelistet war.
2008 hatte der Qibing TM 6500 einen Vierzylindermotor mit wahlweise 2237 cm³ Hubraum oder 2350 cm³ Hubraum, der 75 kW leistete. Das Fahrzeug war bei einem Radstand von 3025 mm 5135 mm lang, 1760 mm breit und 1850 mm hoch. Das Leergewicht betrug 1640 kg. Allradantrieb war optional erhältlich.
Der Lucheng TM 1020 A war ein Pick-up mit Doppelkabine. Er hatte den kleineren der beiden Motoren. Der Radstand war identisch. Die Länge betrug 5080 mm, die Breite 1700 mm und die Höhe 1730 mm.

## Produktionszahlen
| Jahr | Produktionszahl | Anmerkung     | Quelle |
| ---- | --------------- | ------------- | ------ |
| 2005 | 2162            |               | [ 2 ]  |
| 2006 | 1681            |               | [ 2 ]  |
| 2007 | 2656            |               | [ 2 ]  |
| 2012 | 966             | ohne Pick-ups | [ 4 ]  |
| 2013 | 1026            | ohne Pick-ups | [ 5 ]  |
| 2014 | 101             | ohne Pick-ups | [ 6 ]  |